# Xanthorrhoea fulva
Xanthorrhoea fulva är en grästrädsväxtart som först beskrevs av Alma Theodora Lee, och fick sitt nu gällande namn av D.J.Bedford. Xanthorrhoea fulva ingår i släktet Xanthorrhoea och familjen grästrädsväxter. Inga underarter finns listade i Catalogue of Life.

## Bildgalleri

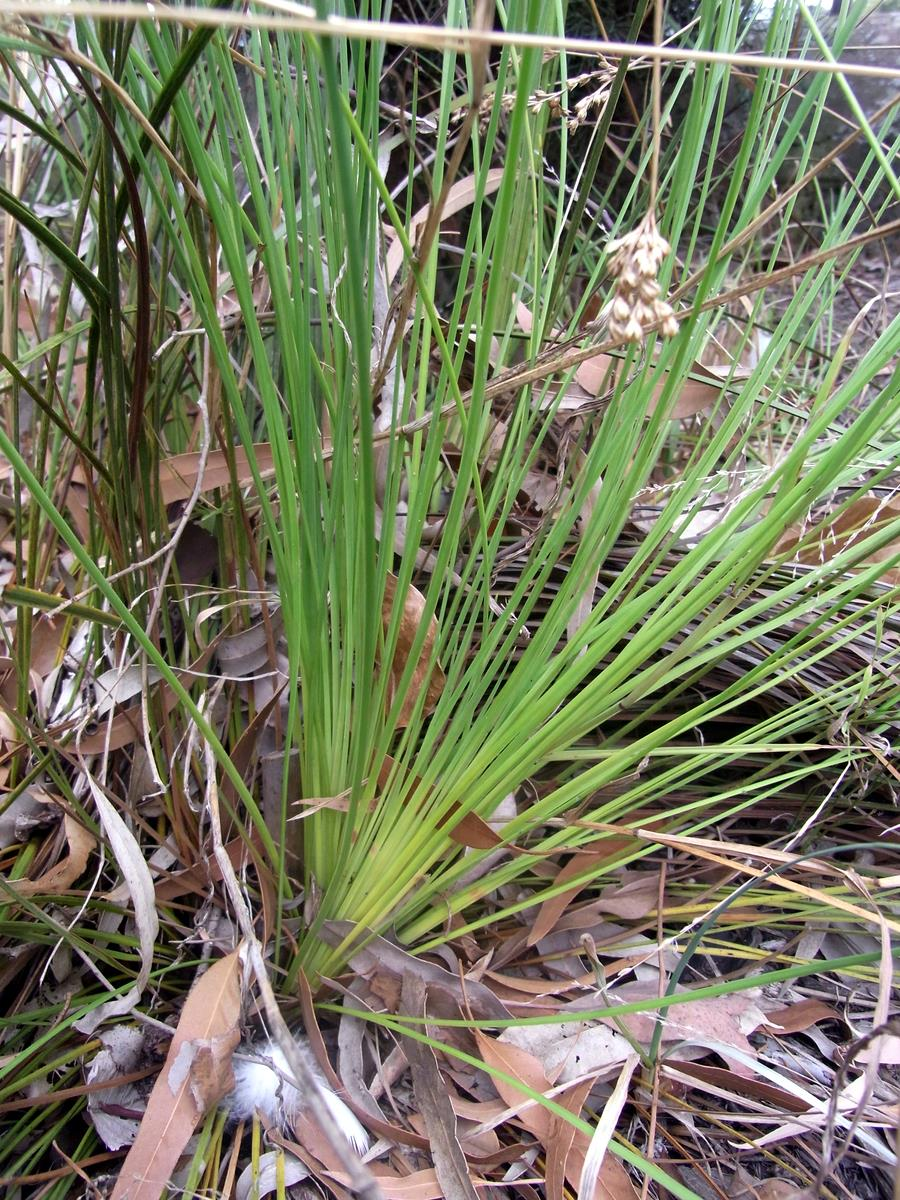